# Эчебарриа, Унай
Унай Эчебарриа Арана (исп. Unai Etxebarria Arana; род. 21 ноября 1972, Каракас) — профессиональный венесуэльский шоссейный велогонщик. Несмотря на то, что Эчебаррия родился в Венесуэле, имеет баскские корни, что позволило ему выступать за команду Euskaltel-Euskadi.

## Достижения
1998
7-й и 12-й этап Волта Португалии
2000
Классика Примавера
1-й этап Неделя Каталонии
2001
3-й этап Критериум ду Дофине Либере
2002
2-й на Флеш Валонь
2003
4-й этап Вуэльта Испании
4-й на Флеш Валонь
2004
GP Llodio
Trofeo Calvia
2006
Горная классификация Эускаль Бисиклета
2007
Trofeo Calvia

## Статистика выступления наГранд-турах
| Гонка / Год     | 1998 | 1999 | 2000 | 2001 | 2002 | 2003 | 2004 | 2005 | 2006 |
| --------------- | ---- | ---- | ---- | ---- | ---- | ---- | ---- | ---- | ---- |
| Джиро д'Италия  | —    | —    | —    | —    | —    | —    | —    | 145  | —    |
| Тур де Франс    | —    | —    | —    | 88   | 141  | DNF  | 91   | 150  | 126  |
| Вуэльта Испании | 42   | 98   | DNF  | —    | —    | 54   | —    | —    | —    |